# Norah Baring
Norah Baring född Norah Baker 1 januari 1907 i Newton Abbot Devonshire England, var en engelsk skådespelare. 

## Filmografi (urval)
- 1934 - Little Stranger
- 1931 - The Lyons Mail
- 1930 - Mord
- 1929 – Fången 53
- 1928 - Underground